# Шершуны (деревня)
Шершуны (бел. Шаршу́ны) — деревня в Минском районе Минской области Республики Беларусь. В составе Шершунского сельсовета.

## География
Пролегает дорога Н8966.
Ближайшие населённые пункты Ревкутьевичи, Петьковичи, Хотяновщина, Щедровщина и др.

## История
В 1905 году в Радошковской волости Вилейского уезда Виленской губернии.

## Население

### Численность
- 2012 год — 25 человек

### Динамика
- 1905 год — 68 человек (27 муж. и 41 жен.), деревня[2]
- 1999 год — 27 человек (перепись населения)
- 2009 год — 22 человек (перепись населения)[2]
- 2012 год — 25 человек